# Queer studije
Queer studije, poznate i kao studije seksualne raznolikosti ili LGBT studije, su studije koje su posvećene proučavanju tema povezanih sa seksualnom orijentacijom i rodnim identitetom. Fokusiraju se na lezbijske, gej, biseksualne, transrodne, rodno disforične, aseksualne, queer, upitne i interspolne osobe i kulture.
Prvobitno usmjereno na istraživanje LGBT povijest i književne teorije, područje studija se proširilo na akademsko istraživanje pitanja koja se postavljaju u arheologiji, sociologiji, psihijatriji, antropologiji, povijesti znanosti, filozofiji, psihologiji, seksologiji, političkim znanostima, etici i drugim poljima od strane ispitivanje identiteta, života, povijesti i percepcije biti queer.
Queer studije se razlikuju od teorije queera, koja predstavlja analitički pristup unutar samih queer studija (usmjerenih na književne studije i filozofiju) koja dovodi u pitanje postojanje "društveno konstruiranih" kategorija seksualnog identiteta.

## Pozadina
Queer predstavlja implicitni identitet vezan uz rod i spol, te kako je on ugrađen u živote pojedinaca. Može se koristiti kao pridjev, glagol i imenica. U akademskoj zajednici, queer je korišten kao intersekcionalnost, predstavljajući način analize. To je posebno istaknuto zbog obnavljanja važnosti uključenosti u 21. stoljeću. Neki smatraju da termin queer studije preciznijim od izraza LGBTQ+ studije, budući da pruža univerzalnija iskustva.
Unutar queer studija, mnoge teme se fokusiraju na otvorene mogućnosti izvan heteronormativnosti; detaljizirajući tekstove, kulturne artefakte koje su proizvele queer osobe, te istražuje kako queer utječe sa svakodnevni život i šire aspekte komunikacije.
Iako je relativno nova disciplina, sve više fakulteta počelo je uvoditi akademske programe o ekspanzivnim temama queer identiteta. To je trend u visokom obrazovanju od ranih 90-ih.

### Queerkao preuzeta uvreda
Sam pojam Queer postao je tema kontroverzi zbog preuzimanja riječi koja se koristila protiv LGBTQ+ pojedinaca u prošlom stoljeću. Unutar same zajednice traje rasprava o tome treba li koristiti termin LGBTQ+ studija ili queer studija. Dok LGBTQ+ pruža precizniji opis svojih subjekata, queer nosi sa sobom povijest korištenja kao uobičajenog deskriptora za nekoga tko pokazuje bilo kakvu emociju od sreće do pijanstva u 19. stoljeću, do upotrebe kao uvrede protiv istospolnih osoba u 20. stoljeću. Izraz nije imao implicitnu seksualnu definiciju sve do početka 20. stoljeća, a proces ponovnog preuzimanja uvrede započela je tijekom kasnih 80-ih i 90-ih. To je bio odgovor na sveukupni LGBTQ+ pokret, s utjecajem krize AIDS-a tog vremena. Neki kažu da "queer" nudi proširenje definicije bez kategoričkih etiketa, dok drugi ne prihvaćaju taj termin zbog njegove štetne povijesti.

## Povijest
Tijekom 1920-ih istospolne supkulture počele su se sve više uspostavljati u nekoliko većih američkih gradova. Razvoj studija usredotočenih na queer život i kulturu nastale su 1970-ih, istovremeno s objavljivanjem nekoliko "seminalnih djela iz povijesti homoseksualnosti. Ova istraživanja, inspirirana etničkim studijama, ženskim studijama i sličnim akademskim poljima temeljenim na identitetu pod utjecajem kritičke teorije Frankfurtske škole, prvobitno su bila usmjerena na "otkrivanje potisnute povijesti gej i lezbijskog života;". Osim toga, ova istraživanja su se proširila na područje književnost, gdje je naglasak bio na književnoj teoriji. Queer teorija se ubrzo razvila, izazivajući "društveno konstruirane" kategorije seksualnog identiteta.
Prvi dodiplomski tečaj o LGBTQ studijama u Sjedinjenim Državama održan je na Kalifornijskom sveučilištu Berkeley u proljeće 1970. Slični tečajevi su se nakon toga održali Sveučilištu Southern Illinois Edwardsville i na Sveučilištu Nebraska–Lincoln (UNL) tijekom jeseni 1970. godine.
Prema informacijama Sveučilištu Harvard, Gradsko sveučilište u New Yorku započelo je prvi sveučilišni program studija o homoseksualaca i lezbijki 1986. Gradski fakultet u San Franciscu tvrdi da je bio "Prvi odjel za Queer studije u SAD-u". Engleski instruktor Dan Allen razvio je jedan od prvih tečajeva gej književnosti u zemlji u jesen 1972., a koledž je formalno osnovao ono što naziva "prvim Odjelom za homoseksualne i lezbijske studije u Sjedinjenim Državama" 1989. Tadašnji predstojnik katedre Jonathan David Katz postao je prvi stalni profesor queer studija u zemlji. Fakulteti Hobart i William Smith na sjeveru New Yorka bili su među prvima koji su ponudili sveobuhvatni program studija LGBTQ u kasnim 1990-ima, a trenutno imaju jednu od rijetkih specifičnih linija za zakup u samostalnom programu LGBT studija, razdoblje kada mnogi uključeni su u programe studija o ženama i rodu.
Povjesničari John Boswell i Martin Duberman su učinili Sveučilište Yale značajnim središtem lezbijskih i gej studija u kasnim 1980-ima i ranim 1990-ima. Obojica povjesničar su objavili nekoliko knjiga o gej povijesti; Boswell je organizirao tri dvogodišnje konferencije na tu temu na sveučilištu, dok je Duberman 1985. pokušao uspostaviti centar za lezbijske i gej studije Međutim, Boswell je preminuo 1994., a Duberman se 1991. preselio na City University of New York, gdje je osnovao njegov Centar za lezbijske i gej studije. Dar od bivšeg studenta iz 1993. razvio se u Fond za lezbijske i gej studije kojim upravlja fakultetsko povjerenstvo. Povjerenstvo je stvorilo popis kolegija važnih za lezbijske i gej studije poznat kao "Ružičasta knjiga" i uspostavio malu knjižnicu za posudbu nazvanu po Boswellu. Od 1994. godine, povjerenstvo je počelo nadzirati niz jednogodišnjih gostujućih profesora.

### Zakoni o kurikulumu protiv homoseksualnosti
Anita Bryant, medijski prepoznatljivo lice i široko poznata javna osoba u SAD-u, predvodila je pokret "Spasimo našu djecu" 1977. godine kao odgovor na uredbu u Oklahome koja je kriminalizira diskriminaciju temeljenu na spolnoj orijentaciji. Glavni cilj ove kampanje bio je obeshrabriti zapošljavanje homoseksualnih učitelja, Bryant je tvrdila da bi oni zlostavljali djecu i nepravedno poslužili kao primjer da je svaki brak osim onog između muškarca i žene respektabilan. Pokret i njegov publicitet priskrbili su Bryantu veliku potporu javnosti i na kraju rezultirali poništavanjem uredbe o pravima homoseksualaca samo pola godine nakon što je primijenjena.
Bryantin pokret privukao je pozornost državnog senatora Kalifornije Johna Briggsa, koji je s velikim zanimanjem podržao proširenje pokreta Save Our Children na svoju državu. Isprva, to se odrazilo kroz Prijedlog 6, poznat i kao Briggsova Inicijativa. Ova je inicijativa omogućila diskriminaciju pri zapošljavanju osoba koje javno prakticirale homoseksualnim aktivnostima ili poticale homoseksualne aktivnosti među suradnicima i studentima. Za razliku od Bryantova pokreta, koji se usredotočio isključivo na gej učitelje, Briggsova inicijativa mogla se primijeniti na osobe bilo koje seksualne orijentacije, budući da je njegova inicijativa zabranjivala raspravu o homoseksualnom ponašanju, koja bi mogla uključivati bilo koga. Briggsova inicijativa konačno je odbačena 1978.
Godine 1997., Larry Kramer, pisac i aktivist protiv AIDS, ponudio je iznos od 4 milijuna dolara svojoj alma mater, sveučilištu Yale, zajedno s osobnim dokumentima. Svojom donacijom izrazio je želju za uspostavom trajnog profesorskog mjesta u gej studijama, i da možda izgradi studentski centar za homoseksualce i lezbijke. Njegovi su zahtjevi bili specifični, budući da je Yale trebao koristiti novac isključivo za "1) proučavanje i/ili poduku o gej muškoj literaturi..." uključujući stalno radno mjesto, "i/ili 2) osnivanje gej studentskog centra na Yaleu..."
Unatoč relativno novim područjima istraživanja poput rodnih, etničkih i rasnih studija, tadašnja rektorica Yalea, Alison Richard izjavila je da su gej i lezbijski studiji preuski za uključivanje u stalni program, što ukazuje na želju za kompromisom oko nekih uvjeta koje je Kramer postavio. Pregovori su propali jer je Kramer, frustriran onim što je smatrao "homofobnim" otporom, javno kritizirao sveučilište putem članka na naslovnici The New York Timesa. Prema Kramerovim riječima, nakon toga je primio pisma od više od 100 visokoškolskih institucija koje su ga molile da ponovno razmotri svoje odluke.
Godine 2001. Yale je primio financijsku podršku od milijun dolara od svog starijeg brata, menadžera novca Arthura Kramera, kako bi pokrenuo Inicijative Larryja Kramera za lezbijske i gej studije. Petogodišnji program imao je za cilj dovoditi gostujuće profesore, organizirati konferencije i predavanja te koordinirati akademske aktivnosti u području lezbijskih i gej studija. Jonathan David Katz preuzeo je ulogu izvršnog koordinatora 2002. godine. Godine 2003. izrazio je mišljenje da, dok su američka sveučilišta prihvatila ženske studije ili afroameričke studije, lezbijske i gej studije nisu bile jednako prihvaćene. Za to je okrivio institucionalizirani strah od otuđenja bivših studenata privatnih sveučilišta ili zakonodavce koji financiraju javna sveučilišta. Petogodišnji program završio je 2006.
U lipnju 2009. Sveučilište Harvard najavilo je uspostavu posebne katedre za LGBT studije. Predsjednik Harvarda, Drew G. Faust, opisao je to mjesto kao "prvu profesorsku poziciju takve vrste u zemlji", nazivajući je "važnim prekretom". Financiran donacijom od 1,5 milijuna dolara od članova i pristaša Harvard Gay & Lesbian Caucusa, FO Matthiessen Visiting Professorship of Gender and Sexuality dobio je ime po homoseksualnom istraživaču američkih studija na Harvardu i književnom kritičaru iz sredine 20. stoljeća koji je predavao na preddiplomskom studiju povijesti i književnosti. Mitchell L. Adams, član Nadzornog odbora Harvarda, izjavio je: "Ovo je izvanredan trenutak u povijesti Harvarda i u povijesti ovog područja u brzom razvoju... A zbog vodstva Harvarda u akademskoj zajednici i svijetu, ovaj će dar potaknuti kontinuirani napredak prema inkluzivnije društvo."

### Akademsko područje queer studija
U okviru predavanja iz queer studija na sveučilištima često se istražuje koncept perverznog prezentizma. Ovaj pristup podrazumijeva uvjerenje da queer povijest ne bi trebala biti analizirana ili tumačena kroz suvremene perspektive. Načini da saznate kako su se ljudi povijesno identificirali mogu uključivati proučavanje arhiva queer zajednice.
Iako su queer studije prvobitno procvjetale u sjevernoameričkim i (iako manje zastupljene) u europskim sveučilištima, uglavnom fokusirane na zapadnjački kontekst, nedavno su se razvile i u drugim dijelovima svijeta. Primjerice, od 2000-ih razvila se oblast queer afričkih studija, s istaknutim znanstvenicima poput Stella Nyanzi (Uganda), Keguro Macharia (Kenija), Zethu Matebeni (Južna Afrika), SN Nyeck (Kamerun), Kwame E. Otu (Gana) i Gibson Ncube (Zimbabve) koji su doprinijeli razvoju ovog područja. Njihov rad kritizira eurocentričnu orijentaciju zapadnjačkih queer studija te istražuje dugogodišnje tradicije seksualne i rodne raznolikosti, dvosmislenosti i fluidnosti u afričkim kulturama i društvima.

## Izvan SAD-a

### Brazil
Na Sveučilištu Federalnoj državi Gerais (UFMG) u Brazilu postoje brojne inicijative u području Queer studija. UFMG nudi multidisciplinarni program o rodu i seksualnosti za studente dodiplomskih studija pod nazivom Formação Transversal em Gênero e Sexualidade: Perspective Queer/LGBTI. Na svom Pravnom fakultetu UFMG, koji se smastra jednim od najboljih u zemlji, Marcelo Maciel Ramos osnovao je 2014. Diverso UFMG – Pravni odjel za rodnu i spolnu raznolikost i studijsku grupu za rod, seksualnost i pravo, koju danas također vodi Pedro Nicoli. Počevši od 2016., Diverso UFMG redovito organizira Kongres o rodnim i seksualnim raznolikostima (Congresso de Diversidade Sexual e de Gênero) koji se izdigao kao jedan od najznačajnijih akademskih događaja u Brazilu posvećenih ženskim i LGBT studijama. Na Fakultetu filozofije i društvenih znanosti Marco Aurélio Máximo Prado od 2007. vodi Nuh UFMG (Odjel za ljudska prava i LGBT državljanstvo), uspješnu inicijativu o LGBT studijama. Znanstvenici fokusirani na queer studije na drugim brazilskim sveučilištima uključuju Luiz Mott i Moisés Lino e Silva, među ostalima koji pišu o LGBT pravima u Brazilu i LGBT povijesti u Brazilu.

### Kina
Sveučilište Fudan, smješteno u Šangaju, u Kini, iniciralo je prvi tečaj u zemlji o homoseksualnosti i prevenciji sindroma stečene imunodeficijencije (AIDS) 2003. godine pod nazivom "Homoseksualne zdravstvene društvene znanosti". U svom istraživačkom članku o ovom fakultetskom tečaju, Gao i Gu su koristili povratne informacije sudionika, detaljne intervjue s profesorima i analizu dokumentacije tečaja kako bi analizirali pionirski karakter tečaja u Kini. Fokus njihovog članak bio je na analizi taktika korištenih za stvaranje takvog tečaja i strategija zaštite tečaja od negativnih reakcija u medijima. Autori posebno ističu da je "Homoseksualne zdravstvene društvene znanosti" opisan kao "proboj" prema riječima South China Morning Posta i Friends' Correspondence, specijaliziranog za intervenciju u zdravlju homoseksualaca. Ankete su provedene polaznicima, a mnogi su izrazili da im je tečaj pružio bolje razumijevanje homoseksualne perspektive. Jedan od studenata je izjavio: "Čak i ako ne možemo u potpunosti razumjeti te ljude, moramo ih poštivati. To je osnova za pravu komunikaciju." Brojni polaznici su priznali da im je tečaj značajno promijenio život, uključujući i kineskog policajca koji je cijeli život skrivao svoju seksualnost, a sada je izjavio "Tečaj je stvarno poboljšao moju kvalitetu života..." Drugi muškarac kojemu je 30 godina bio propisan tretman za njegovu homoseksualnost čuo je razgovor o tečaju u novinama i rekao: "Ovo dragocjeno vijest mi je laknula srcu."
"Homoseksualne zdravstvene društvene znanosti" su koncipirane kao interdisciplinarni pristup koji obuhvaća društvene znanosti, humanističke znanosti i javno zdravstvo. Postizanje međusobne povezanosti različitih akademskih fokusa postignuto je u strukturi kurikuluma, koji obuhvaća teme poput "Teorija homoseksualnosti i kineske stvarnosti", "homoseksualne supkulture" i "Muškarci koji traže muškarce (MSM) intervencija u prevenciji virusa ljudske imunodeficijencije (HIV)". Također, uključuje proučavanje književnosti s gej likovima i temama te posjet gej barovima. Članak dalje opisuje pohađanje ovog tečaja i njegov značaj pojašnjavajući da je službena registracija u razredu bila niska, sa samo jednim studentom 2003. i dva 2004. godine. Službeno registrirani studenti nisu bili jedini ljudi koji su pohađali nastavu jer je tečaj bio otvoren za širu javnost. Prosječna posjećenost 2003. bila je 89,9 %, a 2004. porasla je na 114.
Gao i Gu također otkrivaju preventivne mjere koje su poduzeli kreatori tečaja kako bi zaštitili novu klasu od oštre kritike. Autori opisuju zabrinutost tvoraca da bi prevelika negativna pažnja kineskih medija mogla imati nepovoljan utjecaj na tijek i kontinuitet tečaja. Početna medijska pokrivenost ovog tečaja na Sveučilištu Fudan većinom je bila na engleskom jeziku, a jedan novinar Kineskoj radija International objasnio je ovaj fenomen – Homoseksualnost je izuzetno osjetljiva tema u kineskoj kulturi, pa se raspravljanjem o njoj na engleskom jeziku distancira od konzervativne kineske kulture. Sveučilište Fudan dovelo je kinesku akademsku zajednicu do razvoja sveobuhvatnijeg kurikuluma koji će obrazovati buduće zdravstvene stručnjake o potrebama većeg broja kineskih građana.

### Južna Afrika
Na afričkom kontinentu, Južna Afrika predvodi razvoj queer studija, a djelomično je to rezultat ustavnog okvira zemlje koji izričito zabranjuje diskriminaciju temelju na seksualnoj orijentaciji. Jedna od vodećih južnoafričkih znanstvenica queer studija Zethu Matebeni, istovremeno aktivistica, spisateljica, redateljica dokumentarnih filmova i akademkinja, radi kao profesorica na južnoafrička istraživačkoj katedri za seksualnost, rodove i queer studije na Sveučilištu Fort Hare. Matebeni je kustosirala knjigu Reclaiming Afrikan: Queer Perspectives on Sexual and Gender Identities (2014.) te uređivala knjigu Queer in Africa: LGBTQI Identities, Citizenship, and Activism (2018.).

## Suvremeni problemi u SAD-u
Nakon što je vrhovni sud SAD-a legalizirao gej brakove, fokus javnog diskursa prešao je s pitanja legalizacije gej brakova na napade na queer studije i pokušaje zabrane određenih razgovora o queer zajednici. Sada se u školskim sredinama pokušava zabraniti učiteljima da potiču istospolne veze, seks prije braka, te stoga ostavljaju istospolne veze izvan definicije braka. To rezultira i uredbom o edukaciji o sigurnom seksu, HIV-u i AIDS-u.
Zakoni o nastavnom planu i programu koji promiču homofobiju i dalje su prisutni u američkim školama posljednjih godina. Prema studijima iz 2017., 20 država u SAD-u primijenilo je zakone protiv homoseksualaca koji su imali utjecaj na školske programe. Ti zakoni obuhvaćali su obavezu učitelja da predaju prema anti-gej stajalištima, kao i davanje slobode učiteljima da biraju između korištenja homofobnih nastavnih planova i programa ili potpunog izbjegavanja uključivanja seksualnog odgoja u svoje nastavne planove i programe. Mnoge države također imaju zakone o nastavnom planu i programu koji od učitelja zahtijevaju da obrazuju svoje učenike sa stajališta da je apstinencija prije braka jedina opcija za sigurnu prevenciju trudnoće ili spolno prenosivih bolesti. Budući da je naglasak na apstinenciji prije braka, to često isključuje istospolne parove zbog njihovog izostanka iz definicije braka u njihovoj državi.

### Zabrane knjiga
Prema izvješću američkog PEN-a, procjenjuje se da je oko 5000 knjiga s LGBTQ likovima i pričama bilo zabranjeno s polica knjižnica i učionica tijekom 2022. godine. Prema njihovom istraživanju, 41 % zabranjenih knjiga sadržavalo queer protagoniste ili sporedne likove, dok je 22 % imalo seksualni sadržaj. Oko 40 % ovih zabrana, bez obzira na temu, vjerojatno je rezultat javnog mišljenja i prisutnosti zakonodavaca te primijenjenih zakona. PEN America također izvještava da su velika većina ovih naslova knjige koje spadaju u kategoriju mladih odraslih, ograničavajući obrazovanje vezano uz spol, seksualnost, različitost i različitost od 13–17 godina. PEN America također izvještava da je 96 % ovih zabrana uvedeno protivno smjernicama Nacionalne koalicije protiv cenzure i ALA-e.
PEN America izvještava da je knjiga Gender Queer: Memoir autorice Maie Kokabe najčešće zabranjivan, sa zabranama u 30 okruga. U ovim memoarima, Kokabe dijeli svoje iskustvo odrastanja izvan rodne binarnosti, izražavajući osjećaj nepripadanja vlastitom tijelu. Knjiga prati Kokabeovo djetinjstvo, rane odrasle godine te njihovo suočavanje s rodnim identitetom i otkrivanje istoga. Unatoč raznolikim reakcijama, mnogi su izrazili zahvalnost i ljubav prema autorici zbog dijeljenja vlastite priče, posebno jer je napisana s ciljem povezivanja s publikom koju čine obitelj, prijatelji te oni koji mogu suosjećati s Kokabeom. Drugi su tvrdili da je knjiga previše seksualno eksplicitna, posebno u svojim ilustracijama koje uključuju ljudsko tijelo, ali ne i scene seksa. U intervjuu za NPR, Kokabe govori o tome kako su smatrali da su uključili odgovarajuću količinu ilustracija kako bi ispričali svoju priču točno i zbog njihove važnosti u predstavljanju njihovog putovanja s rodom i seksualnošću. Također iznose stav da su knjigu ilustrirali na mnogo manje eksplicitan način nego što bi to moglo biti da ju je napisao drugi autor.
Širom zemlje provode se različiti napori za edukaciju i suprotstavljanje zabranama knjiga. Masovne organizacije i aktivisti koriste besplatne knjižnice, skočne prozore knjižnica i akcije darivanja knjiga kao metode borbe protiv ovih zabrana. Članovi Little Free Library postavljaju drvene mini knjižnične kutije uz rubove ulica, puneći ih knjigama po vlastitom izboru, koje su dostupne svim prolaznicima besplatno. Prema izvješću iz 2022., diljem zemlje postavljeno je 140 000 malih besplatnih knjižnica, a 87 % vlasnika izjavljuje da u svojim kutijama stavljaju na raspolaganje zabranjene knjige. Vlasnici knjižara i knjižari preuzimaju inicijativu i doniraju svoje knjige, pokrivajući troškove iz vlastitih džepova te prikupljajući donacije osobno i putem društvenih mreža. Isto tako autori i izdavači pridružuju se naporima, noseći svoje knjige, dijeleći ih i donirajući ih besplatnim knjižnicama. Dok u većini slučajeva zabrana knjige šteti stopi prodaje knjige i autorovoj izloženosti, neke zabrane rezultiraju većim publicitetom i priznanjem, kao u slučaju knjige Svi dječaci nisu plavi Georgea M. Johnsona, sada bestselera. Publicitet zbog njegove zabrane stavio ju je na radar mnogih čitatelja koji je inače nikada ne bi pronašli, a sada je u 10. izdanju. U sve pristupačnijem digitalnom dobu, digitalne knjižnice i web stranice s knjigama također čine zabranjene knjige dostupnijima. Besplatne knjižnične aplikacije, kao što je Brooklyn Public Library, omogućuju kartice digitalne knjižnice i pristup čitačima koji se mogu koristiti s bilo kojeg uređaja bilo gdje u zemlji.

### Zakon "Nemoj reći gej ili trans"
Zakon o roditeljskim pravima u obrazovanju (HB 1557), poznat i kao zakon "Nemoj reći gej ili trans" (eng. Don't Say Gay or Trans), potpisao je guverner Floride Ron DeSantis 28. ožujka 2022. godine. Zakon ograničava pojedine škole u raspravama o osjetljivim temama poput spolnog odgoja, rodne identifikacije i seksualne orijentacije u razredima od vrtića do trećeg razreda. Također zabranjuje raspravu koja se, prema državnim standardima, smatra neprikladnom za određenu dob, iako ne specificira što je točno neprikladno niti tko donosi tu odluku. Osim toga, zakon ograničava sposobnost javnih škola da očuvaju privatnost rodnog identiteta ili seksualne orijentacije učenika od njihovih roditelja, što rezultira smanjenim ovlastima školskih savjetnika kao povjerljivih izvora za učenike. Zakon također daje roditeljima pravo da tuže školski okrug ako smatraju da su im prava povrijeđena. Dana 17. svibnja 2023. DeSantis je potpisao novi zakon kojim se proširuju njegove mjere o LGBTQ obrazovanju u školama u državi Floridi, uključujući produljenje zabrane tema o spolu i rodu u vrtiću do osmog razreda, kao i ograničavanje ovih tema u šestom do dvanaestom. Prijedlog zakona također zahtijeva da škole podučavaju “da je spol određen biologijom i reproduktivnom funkcijom pri rođenju; da biološki mužjaci oplode biološke ženke oplodnjom ženskog jajašca muškom spermom; da ženka tada nosi potomstvo; te da su te reproduktivne uloge binarne, stabilne i nepromjenjive.”
Porasli su prosvjedi jer su studenti i roditelji diljem zemlje negativno reagirali na zakon, tvrdeći da je njegov opsežni jezik usmjeren posebno prema LGBTQ zajednici. Kao rezultat toga, neki učenici su kažnjeni i suspendirani zbog organiziranja demonstracija na kampusu. Drugi edukatori suočavaju se s otporom zbog izražavanja podrške LGBTQ zajednici, uključujući rasprave o rodnom identitetu u učionici i prikazivanje filmova ili dokumentaraca s otvoreno gej likovima. Neki su cenzurirani, suspendirani, pa čak i otpušteni. Equality Florida, LGBTQ skupina koja trenutačno tuži DeSantisovu administraciju zbog predloženog zakona, tvrdi da on označava "izvanredno uplitanje vlade u slobodu govora i prava na jednaku zaštitu" u javnim školama.
Reakcije zaposlenika The Walt Disney Co. izazvane ovim zakonskim prijedlogom također su dovele do javnih izjava nezadovoljstva na društvenim mrežama, gdje su izrazili razočaranje tvrtkom zbog njezinog odsustva javnog stava protiv zakona. Bob Chapek, glavni izvršni direktor Disneyja, izjavio je da su se čelnici tvrtke od početka protivili zakonu, ali su odlučili ne javno ga podržati, vjerujući da će biti učinkovitiji surađujući iza kulisa direktno s zakonodavcima s obje strane. Izjavio je da je Disney obećao 5 milijuna dolara Kampanji za ljudska prava (HRC) kao podršku zaštiti prava LGBTQ osoba, ali HRC je odbio prihvatiti novac dok ne ispune svoju predanost podršci LGBTQ zajednici.
Dana 1. veljače 2023. College Board, organizacija odgovorna za izradu standardiziranih testova poput SAT-a i AP-a, objavila je promjene u svojem kolegiju afroameričkih studija. Ove promjene su uslijedile nakon što su guverner Floride Ron DeSantis i Republikanska stranka osudili nastavni plan i program te zabranili originalnu verziju kolegija u školama na Floridi. Nova verzija uklanja ime ključnih događaja iz suvremene povijesti, ne spominje pokret Black Lives Matter, crni feminizam, crnu queer teoriju, teoriju kritičke rase ili intersekcionalnost Međutim, prema predstavniku College Boarda, "da budemo jasni, nijedna država ili okrug nije vidio službeni okvir koji će biti objavljen 1. veljače, a kamoli dao povratne informacije o njemu." Međutim, Upravni odbor Fakulteta je povijesno popustio zahtjevima mnogih konzervativnih vođa u drugim kolegijima, kao što je AP Povijest Sjedinjenih Država, gdje bi se čitanja manje usredotočila na štetu kolonijalnih doseljenika prema domorodačkom narodu, a više na utemeljitelje i njihove vjerske utjecaje.
Od 2021. godine, u 22 državna zakonodavna tijela, uključujući Arkansas, Georgiu, Indianu i mnoge druge, predloženo je čak 42 različite verzije zakonskih prijedloga poznatih kao "Nemoj reći gej" (eng. Don't Say Gay). Svi ovi prijedlozi zakona na sličan način zabranjuju raspravu i uključivanje LGBT	Q tema. Osim toga, ovi prijedlozi zakona povezani su s mnogim drugim zabranama koje su se pojavile u Floridi i drugim državama, uključujući zabrane rodno afirmirane medicinske skrbi, postavljanje zastava ponosa na javnim mjestima, ograničenja na drag showove i slično.

### Intersekcionalnost
Sveučilišta i škole sve više uključuju dodatne resurse i predavanja o queer studijima koje studenti mogu proučavati. Ovaj trend također donosi uvid u kompleksnost povezanosti roda, spola i identiteta s drugim aspektima poput rase, nacionalnosti, klase, invaliditeta itd. Ova kompleksnost se često naziva "intersekcionalnost", termin koji je nastao u crnačkom feminističkom aktivizmu i koji je uvela profesorica i aktivistica s Kolumbije, Kimberlé Crenshaw. Prema Crenshaw, "Intersekcionalnost je objektiv kroz koji možete promatrati gdje se moć usklađuje i sudara, gdje se stvarnosti isprepliću i presijecaju. To ne obuhvaća samo pitanja rase, roda, klase ili LGBTQ-a. Mnogo puta taj okvir briše ono što se događa ljudima koji su podložni svim tim stvarima.” Riječ intersekcionalnost dodana je u Oxfordski rječnik 2015.
Dok je ovaj izraz izvorno korišten kako bi opisao specifičnu vrstu ugnjetavanja s kojom se suočavaju Afroameričke žene, postao je relevantan za mnoge druge skupine ljudi. Prema njima, "Teorija 'intersekcionalnosti' – koja tvrdi da pojedinci istovremeno doživljavaju ugnjetavanje na temelju višestrukih društvenih kategorizacija i da je to ugnjetavanje multiplikativno – učinila je queer studije inkluzivnijima." Ideja intersekcionalnosti pojavila se nakon drugog vala feminizma, za koji se smatra da koristi samo heteroseksualnim, bijelim ženama iz srednje klase. Feminizam trećeg vala postao je odskočna daska za intersekcionalnost, kada je postala svijest da se žene suočavaju s različitim vrstama ugnjetavanja na temelju svoje rase, spola i klase. Kimberlé Crenshaw tvrdi da se ideja intersekcionalnosti i pravog feminizma gubi ako crne žene nastave biti zasjenjene od svojih bijelih kolegica. Ideja intersekcionalnosti počela je raspravom o feminizmu, ali postala je relevantna u mnogim drugim područjima, poput diskriminacije unutar LGBTQ zajednice.